# Mamercus Aemilius Scaurus
Mamercus Aemilius Scaurus († 34 n. Chr.) war ein römischer Senator, Dichter und Redner und, wohl im Jahr 21 n. Chr., Suffektkonsul.
Mamercus Aemilius Scaurus war ein Enkel des jüngeren Marcus Aemilius Scaurus und das letzte männliche Mitglied seines Familienzweiges, der Aemilii Scauri. 
In den Annalen des Tacitus wird er mehrmals erwähnt: So verärgerte er schon kurz nach dem Regierungsantritt des Tiberius den Kaiser in einer Senatssitzung. Tacitus nennt Scaurus auch einen angesehenen Redner.
In erster Ehe war Scaurus mit Aemilia Lepida verheiratet, einer Nachfahrin von Sulla und Pompeius, mit der er eine Tochter hatte. Sie wurde 20 n. Chr. von ihrem ersten Ehemann Publius Sulpicius Quirinius wegen diverser Vergehen, u. a. des Ehebruchs, angeklagt, aber von ihrem Bruder Manius Aemilius Lepidus verteidigt. Schließlich befand sie der Senat für schuldig und verbannte sie. 22 n. Chr., als ihr durch die Vernehmung ihrer Sklaven unter der Folter der Giftmord an ihrem ersten Mann nachgewiesen wurde und sie verbannt wurde, verstieß auch Scaurus sie und heiratete Sextia, die Witwe seines Halbbruders Lucius Cornelius Sulla.
32 n. Chr. wurde er gemeinsam mit einigen anderen im Zusammenhang mit dem Sturz des Seian wegen maiestas angeklagt, doch Tiberius verzichtete auf einen Prozess. Zwei Jahre später wurde erneut Anklage gegen ihn erhoben, diesmal aufgrund einiger Verse in einer von ihm verfassten Tragödie, die sein Gegner, der Prätorianerpräfekt Macro, als Beleidigung des Kaisers auslegte. Scaurus’ Ankläger Cornelius und Servilius machten daraus Zauberei und Ehebruch mit einer Livia (möglicherweise war Livia Iulia gemeint). Scaurus beging zusammen mit seiner Frau Selbstmord.